# Стшалково (концентрационный лагерь)

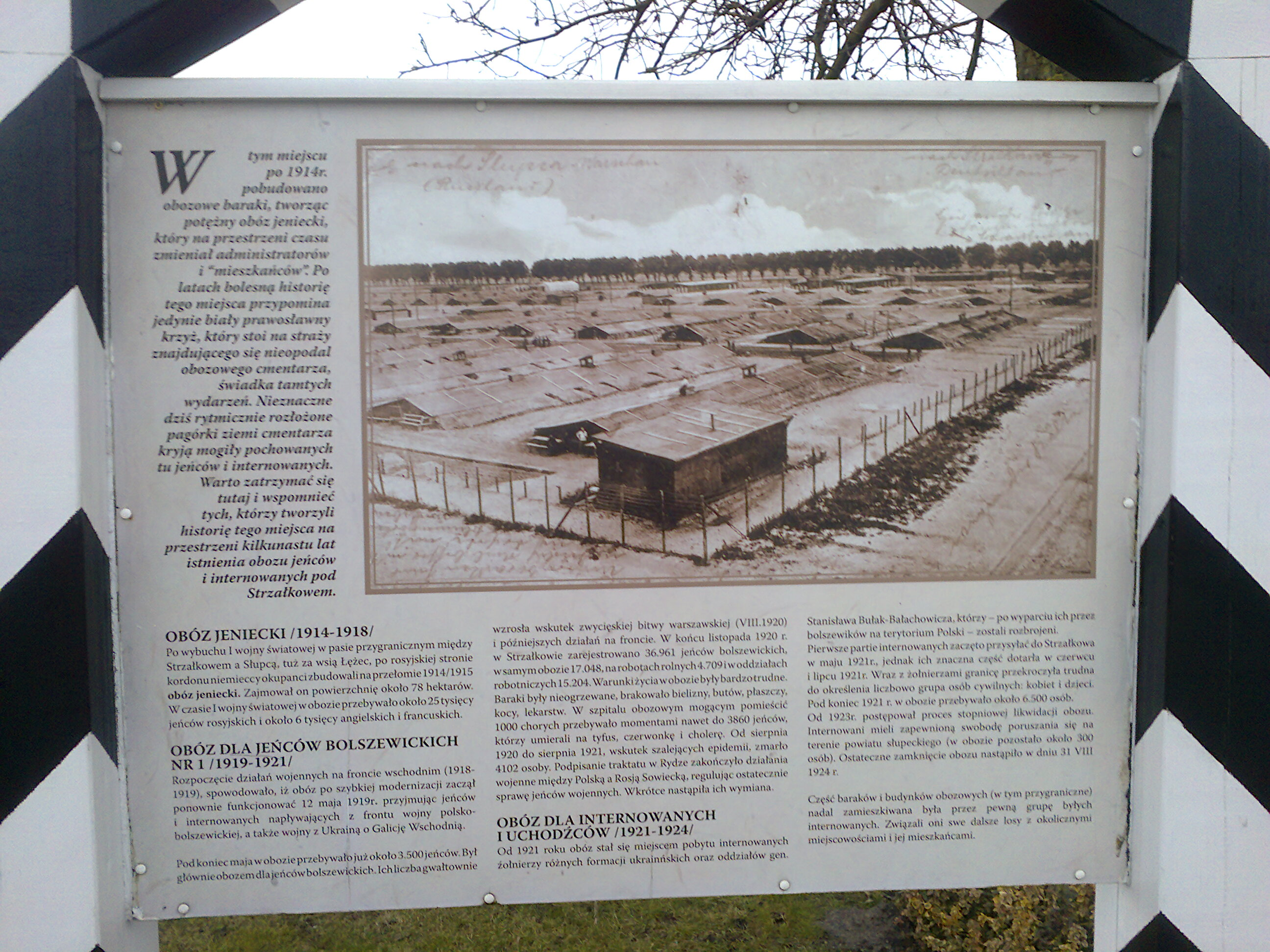

Лагерь пленных №1 под Стшалковом (нем. Stralkowo, пол. Strzałkowo, укр. Стрілково) — концентрационный лагерь в районе деревни Стшалково (1914-1924 годы) в Польше. С 1915 года по 1918 год немецкие власти содержали здесь (помимо прочих) военнопленных из Русской императорской армии, а с 1919 года по 1921 год польские власти содержали здесь военнопленных из Рабоче-Крестьянской Красной Армии, часть которых погибла из-за голода, инфекционных заболеваний и жестокого обращения. Также был местом интернирования белогвардейских и украинских подразделений.

## История лагеря
Создан на рубеже 1914-1915 годов в Германской империи как лагерь для военнопленных с различных фронтов Первой мировой войны, в том числе военнослужащих Русской императорской армии.
По окончании мировой войны и получении Польшей независимости лагерь собирались закрывать. Однако в 1919 году началась советско-польская война.

Как таковой, лагерь военнопленных уже функционировал в начале лета 1919 года, судя по дате отчёта делегата санитарного департамента д-ра Копыстиньского (16.06.1919), посетившего Стшалково в связи с эпидемией тифа:
Переполненность бараков более значительна в большевицкой группе. В результате чего в этих бараках духота и грязь. Грязная солома, предназначенная в качестве постели, небрежно разбросана по земле, так как большевицкие бараки не имеют нар для сна...Почти в каждом бараке большевицкой группы лежало по несколько больных, не изолированных, температурящих 3-5 дней, с подозрением на сыпной тиф. В двух бараках лежали 104 венерических и кожных больных, в том числе и тяжелобольные.
19 августа 1919 года, распоряжением Верховного командования Войска Польского, он получил название Лагеря военнопленных № 1 в Стшалково и стал использоваться в качестве концентрационного лагеря преимущественно для военнопленных красноармейцев и украинцев.
12 октября 1919 года в письме чиновника Министерства военных дел Польши в одно из ведомств Верховного командования Войска Польского сообщается, что в лагере удерживаются 4287 украинских пленных, 2631 «большевицкий пленный», 2276 гражданских интернированных.
7 ноября 1919 года  представитель министерства военных дел сообщил на заседании комиссии польского Сейма, что лагерь пленных №1 в Стшалково в окрестностях Слупцы — самый большой, рассчитан на 25000 мест, очень хорошо оборудован. Там содержались на тот момент: 2784 «большевицких пленных», 5836 украинских и 1812 интернированных.
9 марта 1920 года начальник лагеря полковник Кевнарский дал телеграмму в Министерство военных дел, в Варшаву, согласно которой общая численность заключённых на тот момент — 10598 человек, включая 137 интернированных (там же дана разбивка, что численность «в лагере» — 6413, «вне лагеря» — 4185).
С марта по август 1920 года в лагере также содержались интернированные белогвардейцы (корпус генерала Н.Бредова), участники так называемого бредовского похода.
Во второй половине 1920 года, в промежутке от «Чуда на Висле» в августе до прекращении огня в октябре, в лагере отмечается закономерно большой приток пленных.
Согласно сводке польского командования, с 15 августа по 1 октября 1920 года в лагерь пленных №1 в Стшалково поступило 23027 пленных красноармейцев.
С 18 октября 1920 года после прекращения огня на польско-советских фронтах в лагере стали содержаться и интернированные украинцы (например, солдаты армии УНР).
По состоянию на 10 ноября 1920 года Министерство военных дел Польши указывает в справке для Верховного командования Войска Польского, что общая численность пленных в лагере Стшалково составляет 16402 человека (при наличии 4000 «свободных мест»).
25 ноября 1920 года датируется документ Военного министерства Франции «о лагерях военнопленных большевиков, украинцев и русских в Польше», согласно которому в лагере Стшалково содержится 16700 человек (с указанием общей вместимости в 30000). Контингент охарактеризован как «большевицкие офицеры и солдаты» (причём по офицерам указана численность — 2000 человек).
В декабре 1920 года сотрудник французской военной миссии в Польше Муррюо сообщил, что в Лагере №1 в Стшалково (около Познани) по состоянию на декабрь 1920 года насчитывалось 16700 «офицеров и коммунистов».
В сводке Министерства военных дел Польши №40 от 6 марта 1921 года перед самым концом войны в лагере пленных №1 в Стшалково насчитывается 12268 «большевицких пленных» (144 офицера, 12109 рядовых, 15 женщин).
С лета 1921 года до середины 1923 года использовался для содержания интернированных петлюровцев, перевезенных из лагеря под Ланьцутом.

В ноте полпредства РСФСР в МИД Польши отмечались также факты издевательств над советскими военнопленными в лагере Стшалково:
В том же лагере интернированы белогвардейские отряды петлюровцев, которых администрация привлекает к охране российских военнопленных, ставя их в привилегированное положение и давая им возможность издеваться над русскими военнопленными. Во время прогулок военнопленных, отказывающихся выполнять приказы, являющиеся издевательством над их личностью, в наказание заставляют носить на спине интернированных петлюровцев. В лагере в 4-м отделе имеется команда в 15 человек военнопленных, которых заставляют выполнять функции ассенизационного обоза в отделах, занимаемых петлюровцами.
31 августа 1924 года лагерь был окончательно закрыт. В лагере располагалось кладбище (в двух километрах от современного шоссе Варшава - Познань), где большинство умерших скончалось от тифа.

## Оценки численности умерших и погибших заключённых
В немецкий период, за 1915-1918 годы, в Стшалкове умерло 506 человек из Российской империи.
За два с половиной года советско-польской войны, по польским данным, здесь умерло не менее 7,5 тысяч пленных военнослужащих РККА.

## См.также
- Советско-польская война
- Польско-украинская война
- Военнопленные польско-советской войны
- «Домбе»
- «Тухоля»
- «Щипёрно»
- «Вадовице»
- «Брест-Литовск»
- «Пикулице»